# Paradox (série télévisée)
Cet article concerne la série télévisée. Pour le système de gestion de base de données, voir Paradox.
Pour l’article ayant un titre homophone, voir Paradoxe.
Paradox est une série télévisée britannique en cinq épisodes de 60 minutes, créée par Lizzie Mickery, diffusée entre le 24 novembre 2009 et le 22 décembre 2009 sur BBC One. 
En France, la série est diffusée depuis le 10 novembre 2010 sur TPS Star. Elle reste inédite dans les autres pays francophones.

## Synopsis
Le docteur en astrophysique, Christian King, reçoit, via le satellite Prometheus, d'étranges séries de photos annonçant des événements futurs. Une équipe de trois policiers, Rebecca Flint, Ben Holt et Callum Gada n'ont que quelques heures pour déchiffrer les photos et modifier le futur. Pendant ce temps, le docteur King tente de trouver la provenance des photos.

## Distribution

### Acteurs principaux
- Tamzin Outhwaite : Inspecteur principal Rebecca Flint
- Mark Bonnar : Inspecteur Ben Holt
- Chiké Okonkwo (en) : Agent Callum Gada
- Emun Elliott : Dr Christian King

### Acteurs secondaires
- Lorcan Cranitch (en) : Simon Manning
- Abigail Davies : Amelia James
- Lucy Gaskell : Katie

## Tournage
La série a été tournée à Manchester en juin 2009. L'Imperial War Museum North a servi de décor extérieur pour le laboratoire du Docteur King.

## Épisodes[5]

### Épisode 1:Rendez-vous avec la mort
- Titre original : Episode 1
- Scénariste : Lizzie Mickery
- Réalisateur : Simon Cellan-Jones
- Diffusions : 
  -  Royaume-Uni : 24 novembre 2009 sur BBC One
  -  France : 10 novembre 2010 sur TPS Star[6]
- Résumé : Alors que le docteur Christian King surveille une éruption solaire, il reçoit via le satellite Prometheus, une série de huit photos. Elles annoncent une catastrophe qui aura lieu dans 18 heures. Les inspecteurs Rebecca Flint, Ben Holt et Callum Gada vont tout faire pour décrypter les images et stopper l'accident.

### Épisode 2:Image en moins
- Titre original : Episode 2
- Scénariste : Lizzie Mickery
- Réalisateur : Simon Cellan-Jones
- Diffusions : 
  -  Royaume-Uni : 1er décembre 2009 sur BBC One
  -  France : 10 novembre 2010 sur TPS Star[6]
- Résumé : Une nouvelle série de photos arrive au laboratoire. Cette fois l'équipe doit sauver un adolescent. Mais l'affaire se complique lorsqu'une image montre que Ben est impliqué dans l'affaire.

### Épisode 3:Prométhéus 2
- Titre original : Episode 3
- Scénariste : Lizzie Mickery
- Réalisateur : Simon Cellan-Jones
- Diffusions : 
  -  Royaume-Uni : 8 décembre 2009 sur BBC One
  -  France : 17 novembre 2010 sur TPS Star[6]
- Résumé : Les photos annoncent un futur meurtre par un déséquilibré sexuel. Les policiers commencent à se poser des questions morales. Quant à Ben, il doit faire face aux derniers événements.

### Épisode 4:Indices brûlants
- Titre original : Episode 4
- Scénariste : Mark Greig
- Réalisateur : Omar Madha
- Diffusions : 
  -  Royaume-Uni : 15 décembre 2009 sur BBC One
  -  France : 17 novembre 2010 sur TPS Star[6]
- Résumé : Le satellite envoie une série de douze photos. Tout indique que Flint et son équipe doivent sauver la victime d'un incendie. Mais rapidement les pistes semblent diverger vers deux affaires.

### Épisode 5:Face à son destin
- Titre original : Episode 5
- Scénariste : Lizzie Mickery
- Réalisateur : Omar Madha
- Diffusions : 
  -  Royaume-Uni : 22 décembre 2009 sur BBC One
  -  France : 17 novembre 2010 sur TPS Star[6]
- Résumé : Les nouvelles photos semblent annoncer une tuerie dans un lycée. L'enquête prend rapidement une tournure personnelle lorsqu'une image semble montrer que l'inspecteur Flint est impliquée dans la fusillade et qu'une autre laisse à penser que la fille de Ben, Leah, pourrait être une des victimes.

## Commentaire
La série n'a pas été renouvelée pour une deuxième saison, faute d'audience.